# 三田 (東京都港区)
三田（みた）は、東京都港区の町名。現行行政地名は三田一丁目から三田五丁目。三田一 - 三丁目は芝地区総合支所管内、三田四・五丁目は高輪地区総合支所管内に属している。住居表示実施済区域。

## 地理
三田一丁目と三田五丁目の古川（渋谷川）沿いの低地には、住宅地・商店街が混在している。また三田二丁目の高台には高級住宅地が広がり、慶應義塾大学（旧島原藩中屋敷）、三井倶楽部（旧三井邸）、オーストラリア大使館（旧蜂須賀侯爵邸跡地）などがある。三田三丁目には主に商業地が広がる。三田四丁目は寺町となっており、三田台の上下にわたって寺院が数多く存在する。

### 地価
住宅地の地価は、2025年（令和7年）1月1日の公示地価によれば、三田2-7-25の地点で252万円/m2となっている。

## 歴史
江戸時代は大名屋敷や御家人の屋敷が並んだ。三田四丁目の周辺には旧三田台町の台地が広がり、江戸時代には歌川広重によって月の岬として描かれるなど、風光明媚な地として知られた。
目黒区にある三田は目黒三田とも呼ばれ、現在では港区三田とは遠く離れた別個の町であるが、元来は同じ三田郷を起源とする荏原郡三田村の飛び地であり、同一の村に所属している。

### 地名の由来
この地に朝廷に献上する米を作る屯田（みた）が存在したからとも、伊勢神宮または御田八幡神社の神田（みた）があったからともいわれる。

### 沿革
- 戦国時代までに、荏原郡三田郷として成立する。三田の名は、吾妻鏡の中の正嘉2年（1258年）3月1日の条にすでに記されている。
- 江戸時代初期、三田郷の地に三田村が成立し、荏原郡に所属する。
- 1662年（寛文2年） - 三田村に商家が立ち並ぶようになり、その地域が三田一丁目-三田四丁目、三田台町一丁目・三田台町二丁目などとして三田村から分離し、町奉行支配となる。これ以降、延宝年間までの20年ほどの間に計14ヶ町が次々と三田村から独立し、町奉行支配となった。この時新たに成立した三田14ヶ町は、三田一丁目-三田四丁目・三田台町一丁目-三田台町二丁目・三田台裏町・三田同朋町・三田古川町・三田豊岡町・三田老増町・三田南北代地町・三田久保町・久保三田町。
- 1868年（明治元年） - 東京府成立に伴い、三田地区の町と三田村は東京府所属となる。
- 1869年（明治2年） - 三田地区の一部に町域統廃合が行われ、新たに三田綱町・三田功運町などが起立。三田南北代地町・三田久保町・久保三田町などが消滅し、代わりに三田小山町・三田君塚町・三田松坂町などが成立。また三田古川町は麻布東町（現：南麻布一丁目）と麻布新堀町（現：南麻布二丁目）に分割編入されて消滅した。

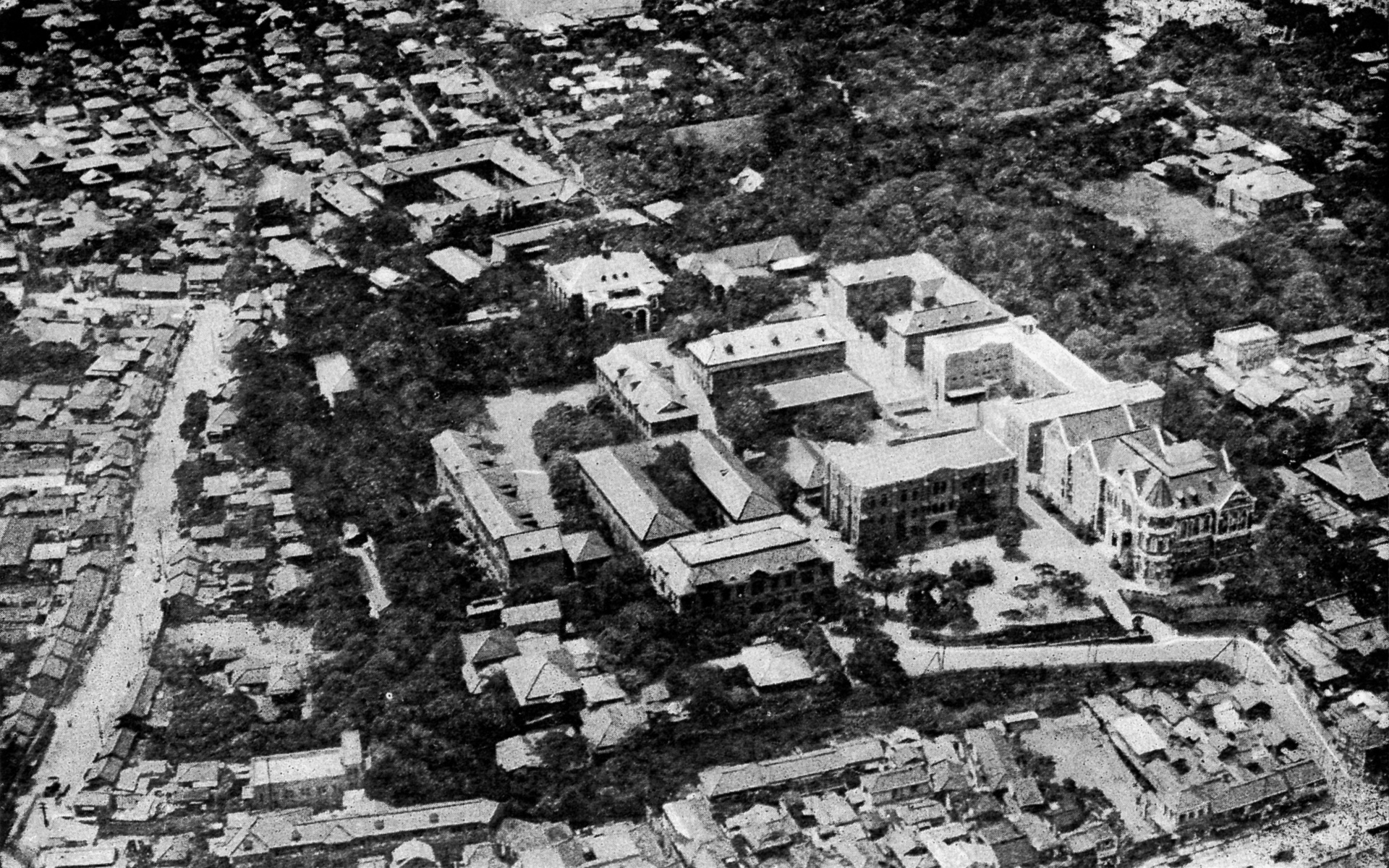
昭和初期の慶應義塾大学三田キャンパス

- 1871年（明治4年） - 三田二丁目に慶應義塾が移転。
- 1872年（明治5年） - 三田地区の武家地・寺地が新たに町として独立することになり、三田四国町・三田北寺町・三田南寺町などが起立される。
- 1878年（明治11年） - 芝区・麻布区の成立に伴い、三田地区の町と三田村の大半は芝区に、また一部は麻布区の所属となる。
- 1889年（明治22年） - 三田村の残余部分（現在の目黒区三田）が隣接する荏原郡目黒村に編入され、三田村が消滅する。
- 1947年（昭和22年） - 芝区が麻布区・赤坂区と合併し、新たに港区が成立する。それに伴い三田地区の町名に「芝」の冠称がつく。
- 1964年（昭和39年）7月1日 - 住居表示の実施に伴い、三田地区のうち芝三田四国町・芝三田同朋町が港区芝に編入される。
- 1967年（昭和42年）7月1日 - 住居表示の実施に伴い、三田地区の大部分と周辺地域を併せて港区三田が成立する。また、三田台町三丁目・三田松坂町の一部は港区高輪となる。
- 1969年（昭和44年）1月1日 - 住居表示の実施に伴い、三田地区の残余部分（三田老増町）が港区白金となる。

### 変遷
| 実施後     | 実施年月日   | 実施前（各町名ともその一部・かつての芝三田地区は太字）                                                                         |
| ---------- | ------------ | --- |
| 芝二丁目   | 1964年1月1日 | 芝三田四国町、芝金杉一-四丁目、芝金杉河岸、芝新堀町、芝新堀河岸、芝西応寺町                                                    |
| 芝三丁目   | 1964年1月1日 | 芝三田四国町、芝新堀町、芝新堀河岸、芝松本町                                                                                   |
| 芝四丁目   | 1964年1月1日 | 芝三田四国町、本芝一-四丁目、本芝入横町、本芝下町、本芝材木町                                                                  |
| 芝五丁目   | 1964年1月1日 | 芝三田四国町、芝三田同朋町、芝田町一-三丁目など                                                                                |
| 三田一丁目 | 1967年7月1日 | 芝三田小山町、芝新門前町、芝新門前河岸、芝赤羽町、麻布飯倉町五丁目                                                             |
| 三田二丁目 | 1967年7月1日 | 芝三田一・二・四丁目、芝三田綱町、芝三田北寺町、麻布新広尾町一丁目                                                             |
| 三田三丁目 | 1967年7月1日 | 芝三田二-四丁目、芝三田功運町、芝田町四-九丁目、芝通新町                                                                       |
| 三田四丁目 | 1967年7月1日 | 芝三田四丁目、芝三田北寺町、芝三田南寺町、芝三田台町一-三丁目、芝三田豊岡町、 芝三田功運町、芝三田松坂町、芝通新町、芝伊皿子町 |
| 三田五丁目 | 1967年7月1日 | 芝三田豊岡町、芝三田松坂町、麻布新広尾町二丁目                                                                                 |
| 高輪一丁目 | 1967年7月1日 | 芝三田松坂町、芝三田台町三丁目など（その他については高輪の項を参照のこと）                                                     |
| 白金一丁目 | 1969年1月1日 | 芝三田老増町、芝白金三光町、芝白金志田町、麻布新広尾町二丁目、麻布田島町                                                       |
| 白金二丁目 | 1969年1月1日 | 芝三田老増町、芝白金三光町、芝白金台町一丁目                                                                                   |

## 世帯数と人口
2025年（令和7年）4月1日現在（港区発表）の世帯数と人口は以下の通りである。
| 丁目       | 世帯数     | 人口     |
| ---------- | ---------- | -------- |
| 三田一丁目 | 2,091世帯  | 3,736人  |
| 三田二丁目 | 2,415世帯  | 4,480人  |
| 三田三丁目 | 1,105世帯  | 1,681人  |
| 三田四丁目 | 2,170世帯  | 3,780人  |
| 三田五丁目 | 3,600世帯  | 6,424人  |
| 計         | 11,381世帯 | 20,101人 |

### 人口の変遷
国勢調査による人口の推移。
| 年                 | 人口   |
| ------------------ | ------ |
| 1995年（平成7年）  | 12,510 |
| 2000年（平成12年） | 14,301 |
| 2005年（平成17年） | 14,968 |
| 2010年（平成22年） | 15,558 |
| 2015年（平成27年） | 18,503 |
| 2020年（令和2年）  | 19,546 |

### 世帯数の変遷
国勢調査による世帯数の推移。
| 年                 | 世帯数 |
| ------------------ | ------ |
| 1995年（平成7年）  | 5,667  |
| 2000年（平成12年） | 6,893  |
| 2005年（平成17年） | 7,901  |
| 2010年（平成22年） | 8,255  |
| 2015年（平成27年） | 9,954  |
| 2020年（令和2年）  | 10,603 |

## 学区
区立小・中学校に通う場合、学区は以下の通りとなる（2022年4月現在）。
| 丁目       | 番地 | 小学校           | 中学校           |
| ---------- | ---- | ---------------- | ---------------- |
| 三田一丁目 | 全域 | 港区立赤羽小学校 | 港区立三田中学校 |
| 三田二丁目 | 全域 | 港区立赤羽小学校 | 港区立三田中学校 |
| 三田三丁目 | 全域 | 港区立御田小学校 | 港区立三田中学校 |
| 三田四丁目 | 全域 | 港区立御田小学校 | 港区立三田中学校 |
| 三田五丁目 | 全域 | 港区立御田小学校 | 港区立三田中学校 |

## 交通

### 鉄道
- 都営地下鉄大江戸線
  - 赤羽橋駅 - 駅の所在地は東麻布
- 都営地下鉄浅草線・ 三田線
  - 三田駅 - 駅の所在は芝
- JR東日本  山手線・ 京浜東北線
  - 田町駅 - 駅の所在地は芝
- 東京メトロ南北線  (線路のみ)

### 路線バス
- 都営バス（一部東急バス）
  - 三田一丁目停留所
  - 中の橋停留所
  - 赤羽橋駅停留所
  - 芝三丁目西停留所
  - 慶應義塾東門停留所
  - 慶應義塾大学前停留所
  - 三田五丁目停留所
  - 魚籃坂下停留所
  - 三田三丁目停留所
  - 三田四丁目停留所
  - 高輪一丁目停留所

### 道路
- 国道1号（桜田通り） - 赤羽橋交差点-魚籃坂下交差点
- 国道15号（第一京浜） - 札の辻交差点-泉岳寺交差点手前
- 東京都道301号白山祝田田町線 - 赤羽橋交差点-札の辻交差点
- 東京都道319号環状三号線 - 新一の橋交差点-赤羽橋交差点
- 東京都道409号日比谷芝浦線 - 札の辻交差点
- 東京都道415号高輪麻布線 - 新一の橋交差点-伊皿子交差点先
- 東京都道416号古川橋二子玉川線（明治通り） - 古川橋交差点

## 事業所
2021年（令和3年）現在の経済センサス調査による事業所数と従業員数は以下の通りである。
| 丁目       | 事業所数    | 従業員数 |
| ---------- | ----------- | -------- |
| 三田一丁目 | 308事業所   | 13,915人 |
| 三田二丁目 | 211事業所   | 4,788人  |
| 三田三丁目 | 522事業所   | 20,212人 |
| 三田四丁目 | 153事業所   | 1,554人  |
| 三田五丁目 | 131事業所   | 1,032人  |
| 計         | 1,325事業所 | 41,501人 |

### 事業者数の変遷
経済センサスによる事業所数の推移。
| 年                 | 事業者数 |
| ------------------ | -------- |
| 2016年（平成28年） | 1,247    |
| 2021年（令和3年）  | 1,325    |

### 従業員数の変遷
経済センサスによる従業員数の推移。
| 年                 | 従業員数 |
| ------------------ | -------- |
| 2016年（平成28年） | 47,745   |
| 2021年（令和3年）  | 41,501   |

## 施設・名所

### 三田一丁目
- 東京都済生会中央病院
- 三田国際ビルヂング
- パプアニューギニア大使館
- 済生会本部
- 株式会社テイクオフ
- 株式会社TENGA
- 港区みなと保健所
- 国際医療福祉大学三田病院
- 港区立赤羽小学校
- 東京都立三田高等学校
- 元神明宮
- 神明坂（wikidata）
- 東京さぬき倶楽部（2020年閉館）
- 電気連合
- 首都高速都心環状線芝公園出入口（谷町側入口）
- 當光寺
- キルギス大使館[16]

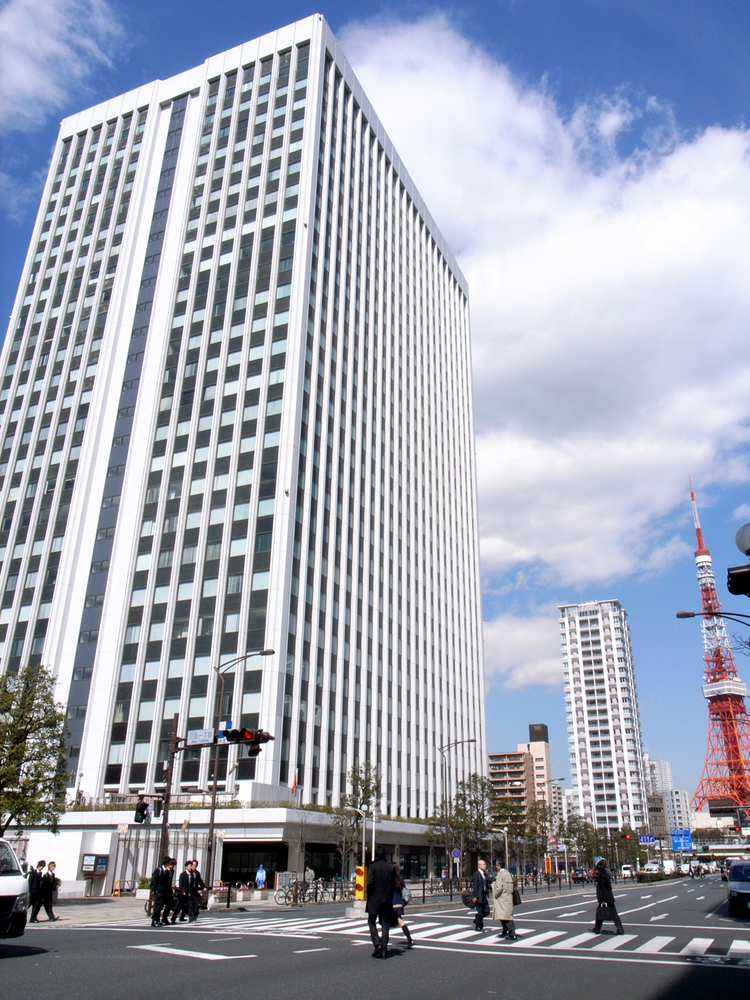
三田国際ビル
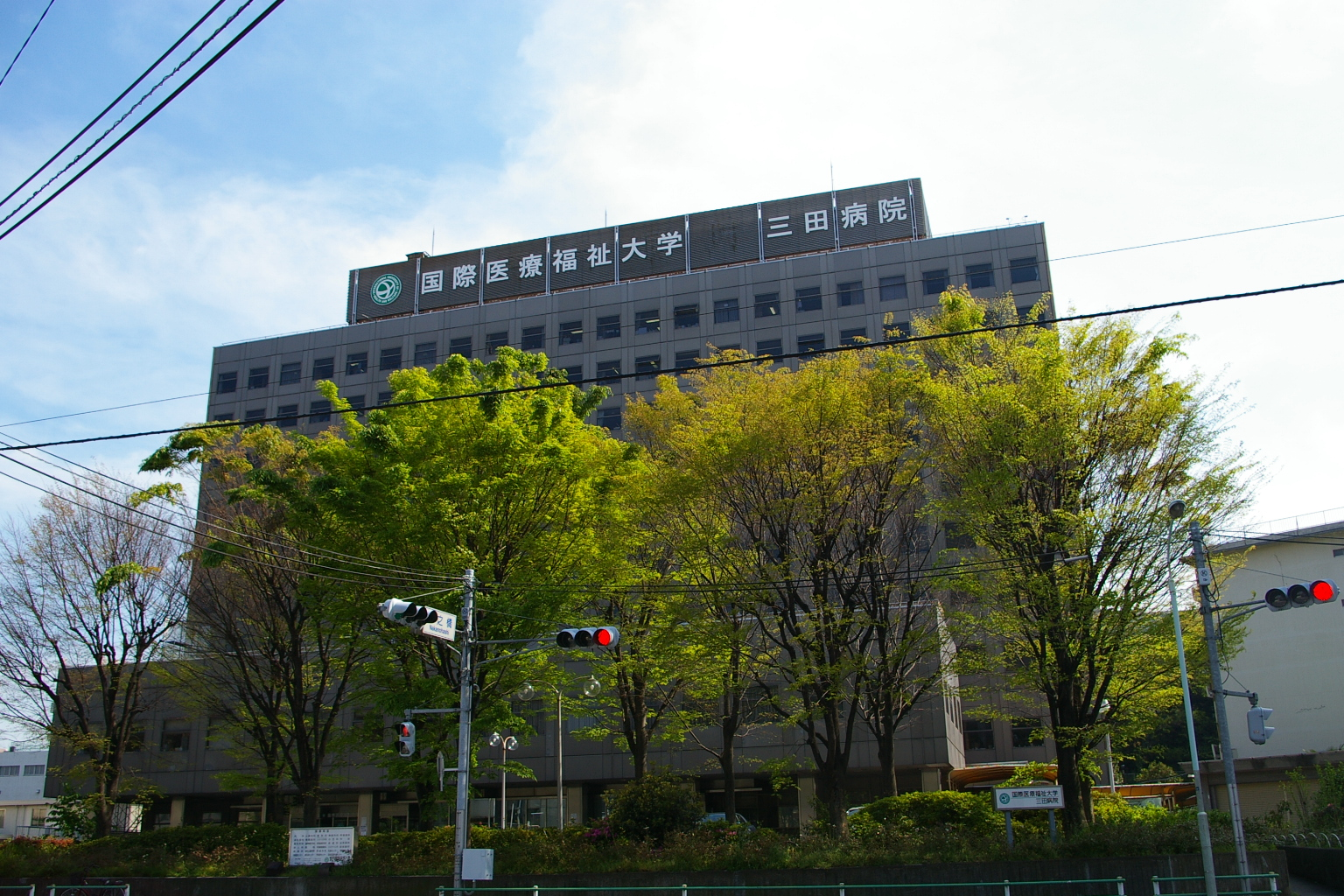
国際医療福祉大学三田病院
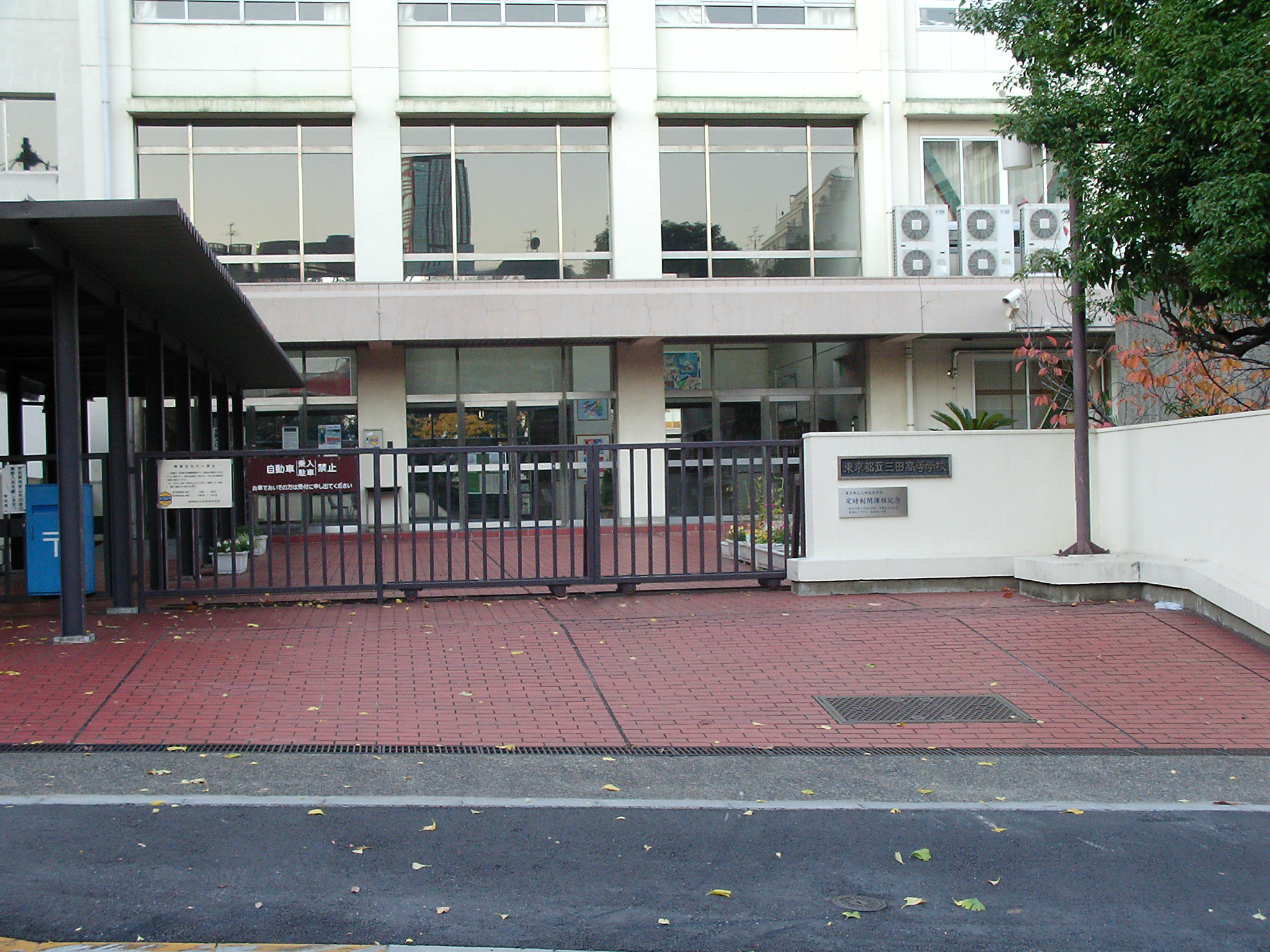
東京都立三田高等学校
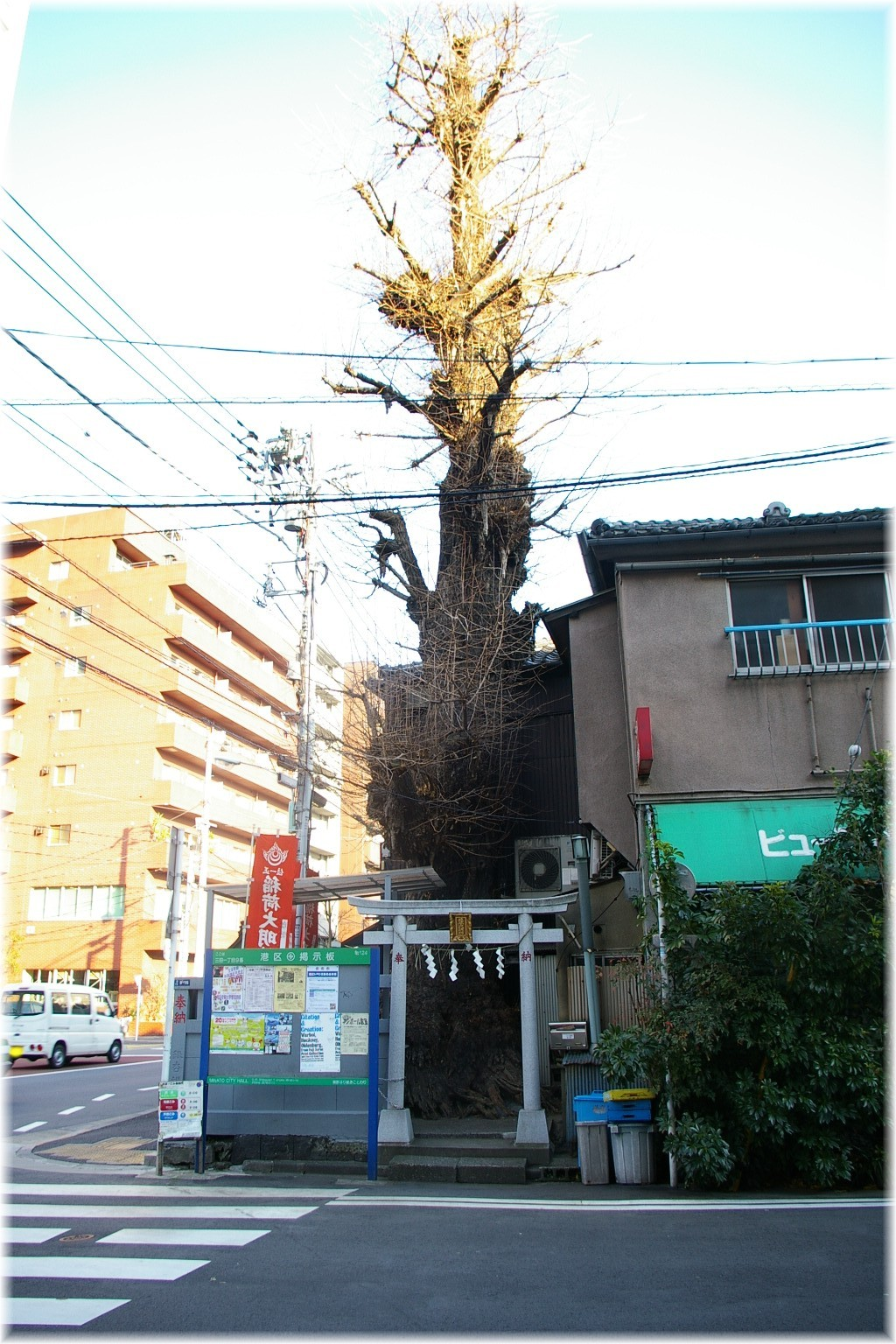
銀杏稲荷大明神

### 三田二丁目
- 慶應義塾大学
- 慶應義塾中等部
- 慶應義塾女子高等学校

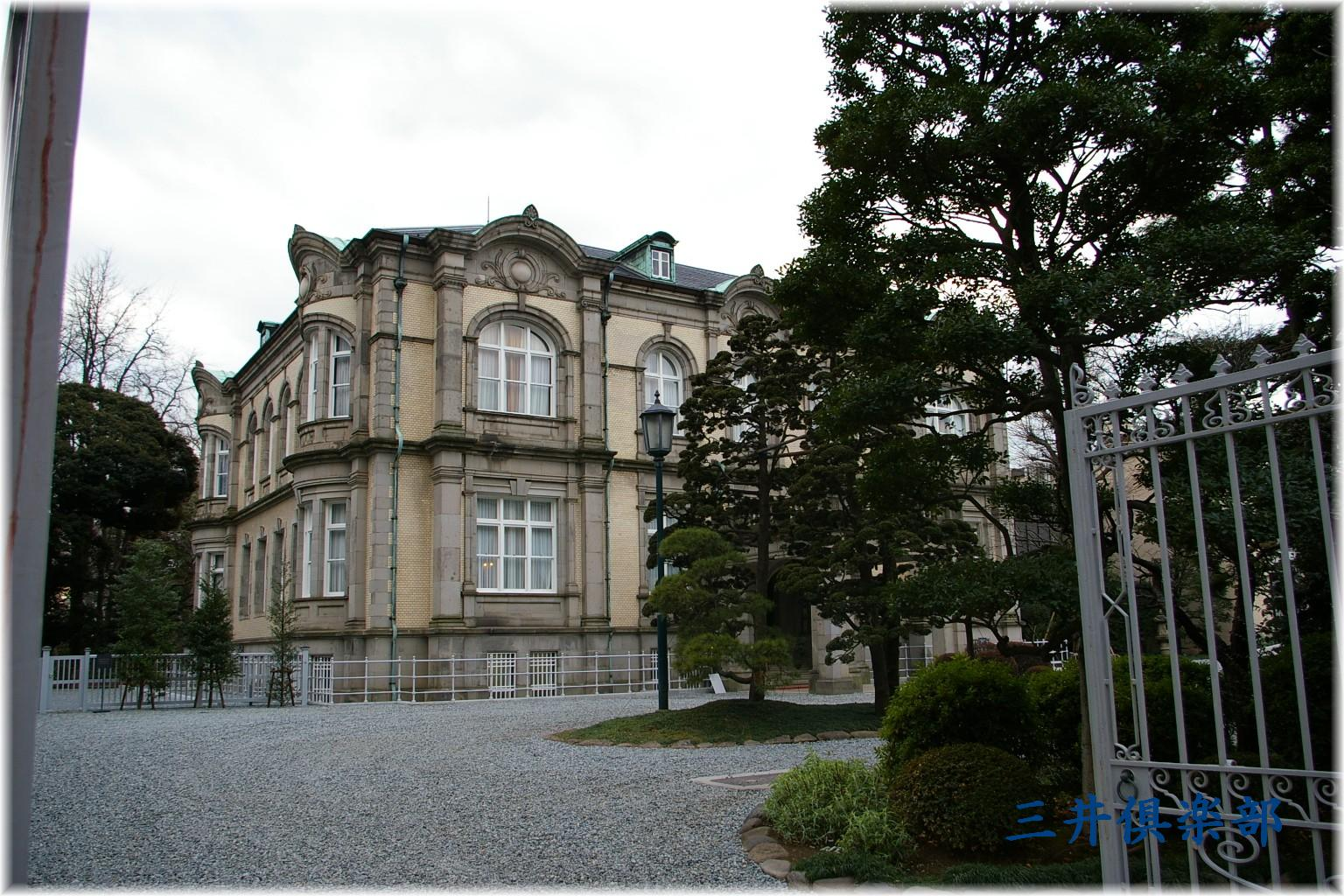
綱町三井倶楽部
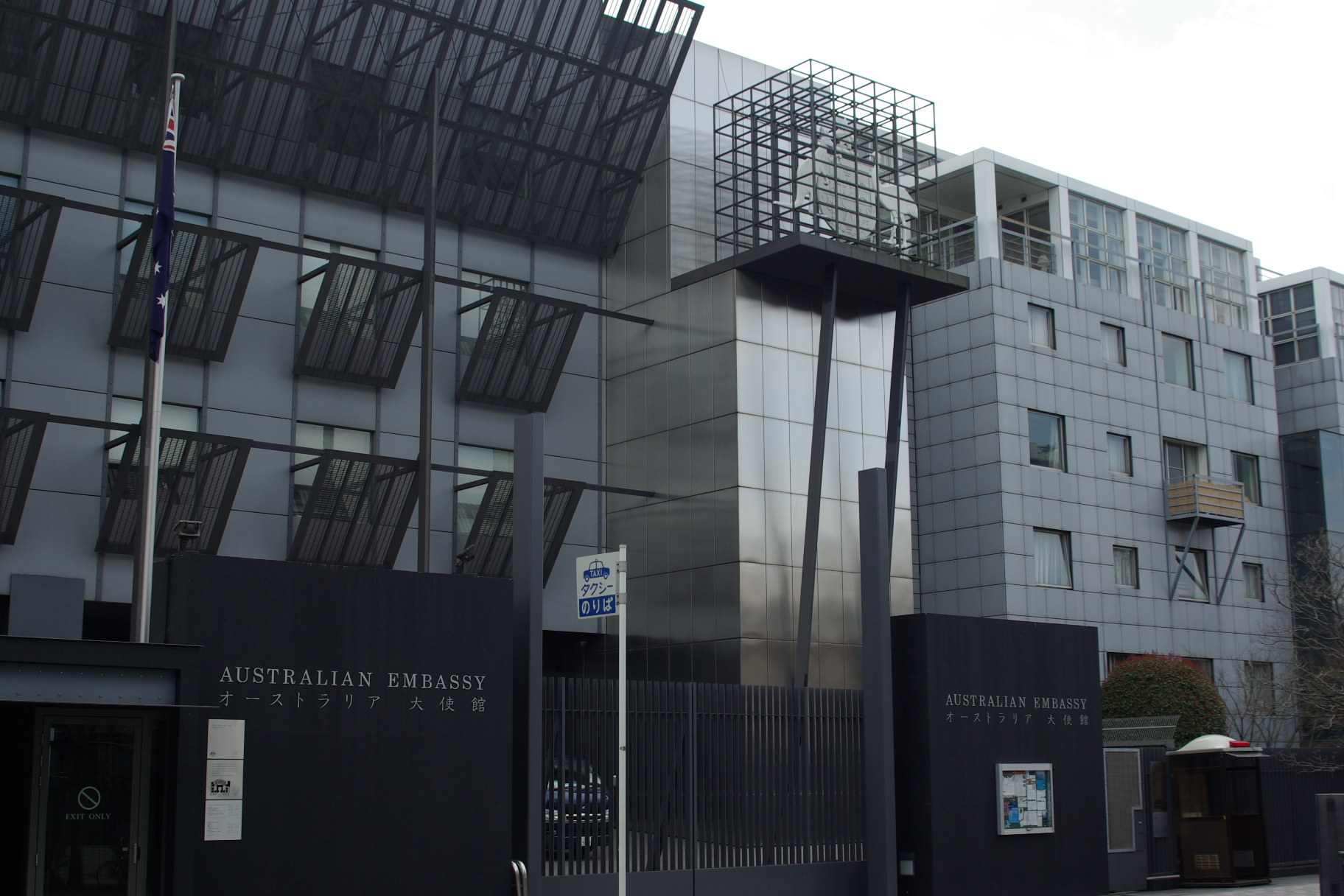
オーストラリア大使館
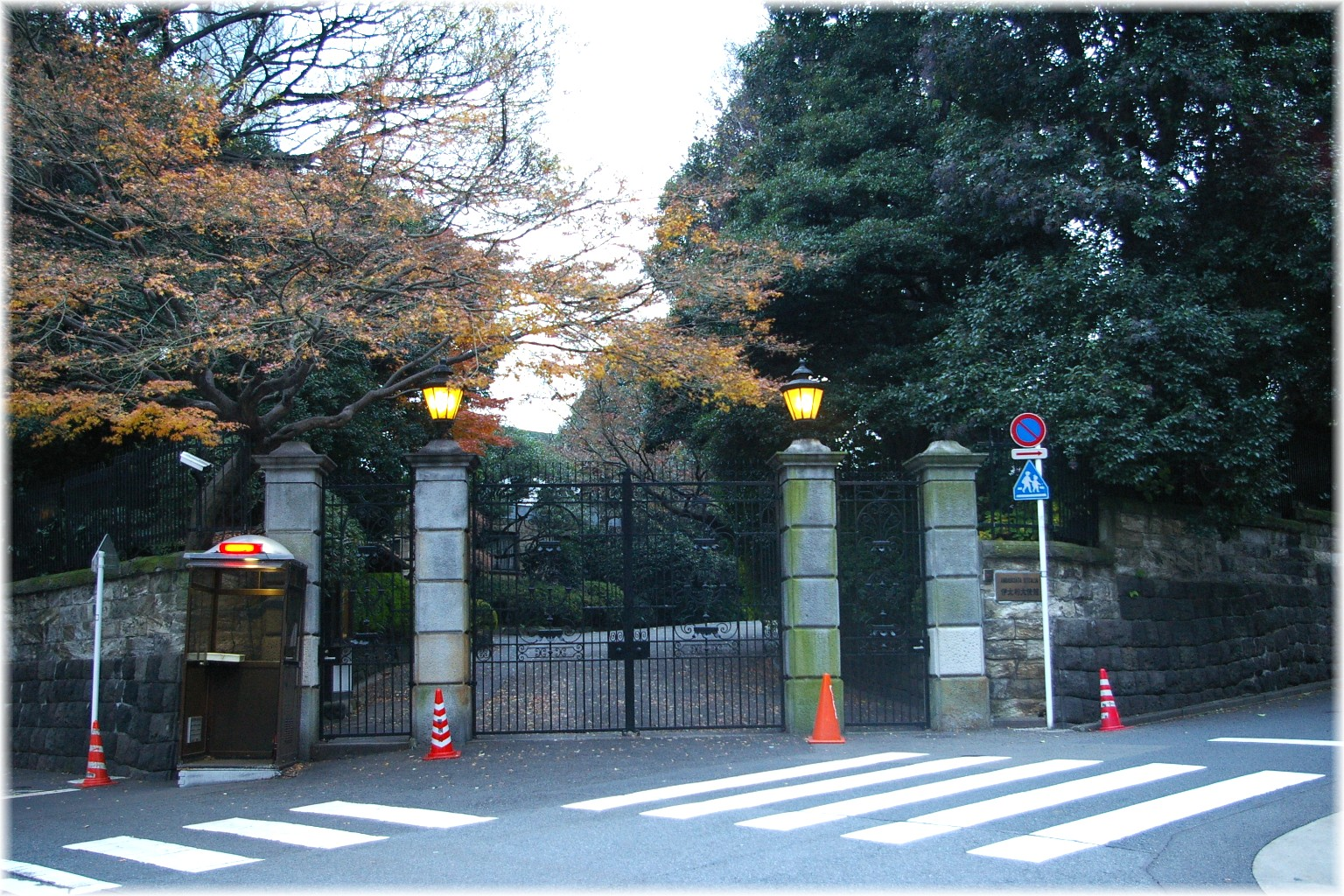
イタリア大使館（大石主税良金ら十士切腹の地）

- イタリア大使館
- 三田春日神社
- ハンガリー大使館
- 綱坂
- 綱の手引き坂
- 日向坂[17]
- 文銭堂本舗（和菓子「学問のすゝめ」）
- ラーメン二郎本店
- 芝消防署三田出張所
- 龍生院

- 綱町三井倶楽部
- オーストラリア大使館
- イタリア大使館（大石主税良金ら十士切腹の地）

### 三田三丁目
- 住友不動産東京三田サウスタワー（旧・住友不動産三田ツインビル西館）
- ソラン株式会社

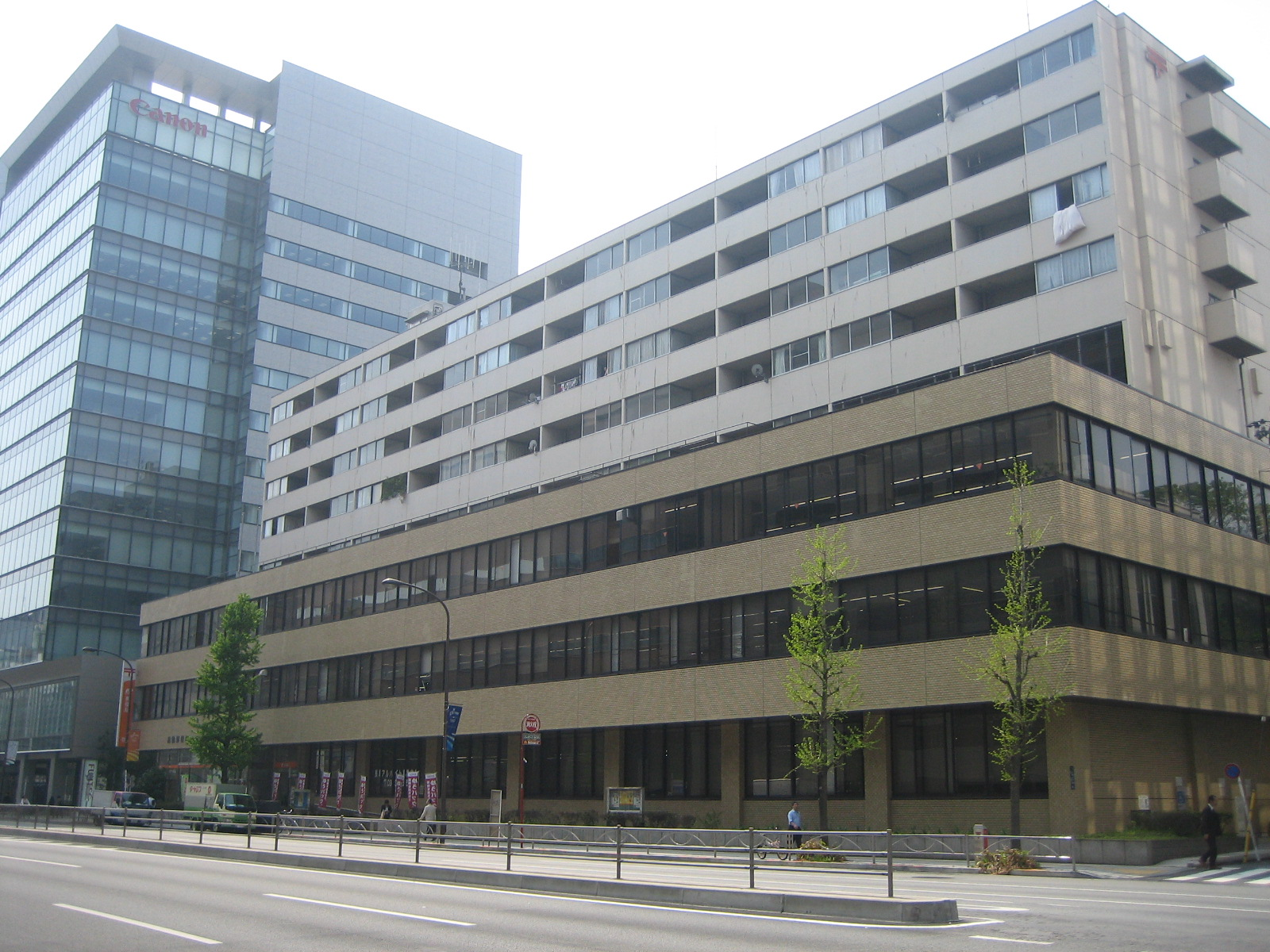
高輪郵便局
- 東京機械製作所
- ユニ・チャーム（登記上の本店は愛媛県四国中央市）
- 御田八幡神社
- 聖徳大学幼児教育専門学校
- センチュリー三田ビル
- 住友不動産東京三田ガーデンタワー

- 高輪郵便局

### 三田四丁目
- 阿含宗関東別院
- 港区立御田小学校
- 港区立三田中学校
- 普連土学園中学校・高等学校
- 聖坂
- 荻生徂徠墓
- 明るいビル
- 潮見坂
- 蛇坂
- 安全寺坂
- 幽霊坂
- 伊皿子坂
- 魚籃坂
- 月の岬
- クウェート大使館
- 亀塚公園
- 亀塚稲荷神社
- 三田台公園
- 香川育英会東京学生寮
- 在日イタリア商工会議所
- 大信寺
- 魚籃寺
- NTTデータ三田ビル
- 新日本空調
- 玉鳳寺
- 済海寺
- 西蔵院
- 慈眼寺
- 正山寺
- 常林寺
- 大増寺
- 長運寺
- 宝徳寺
- 薬王寺
- 林泉寺

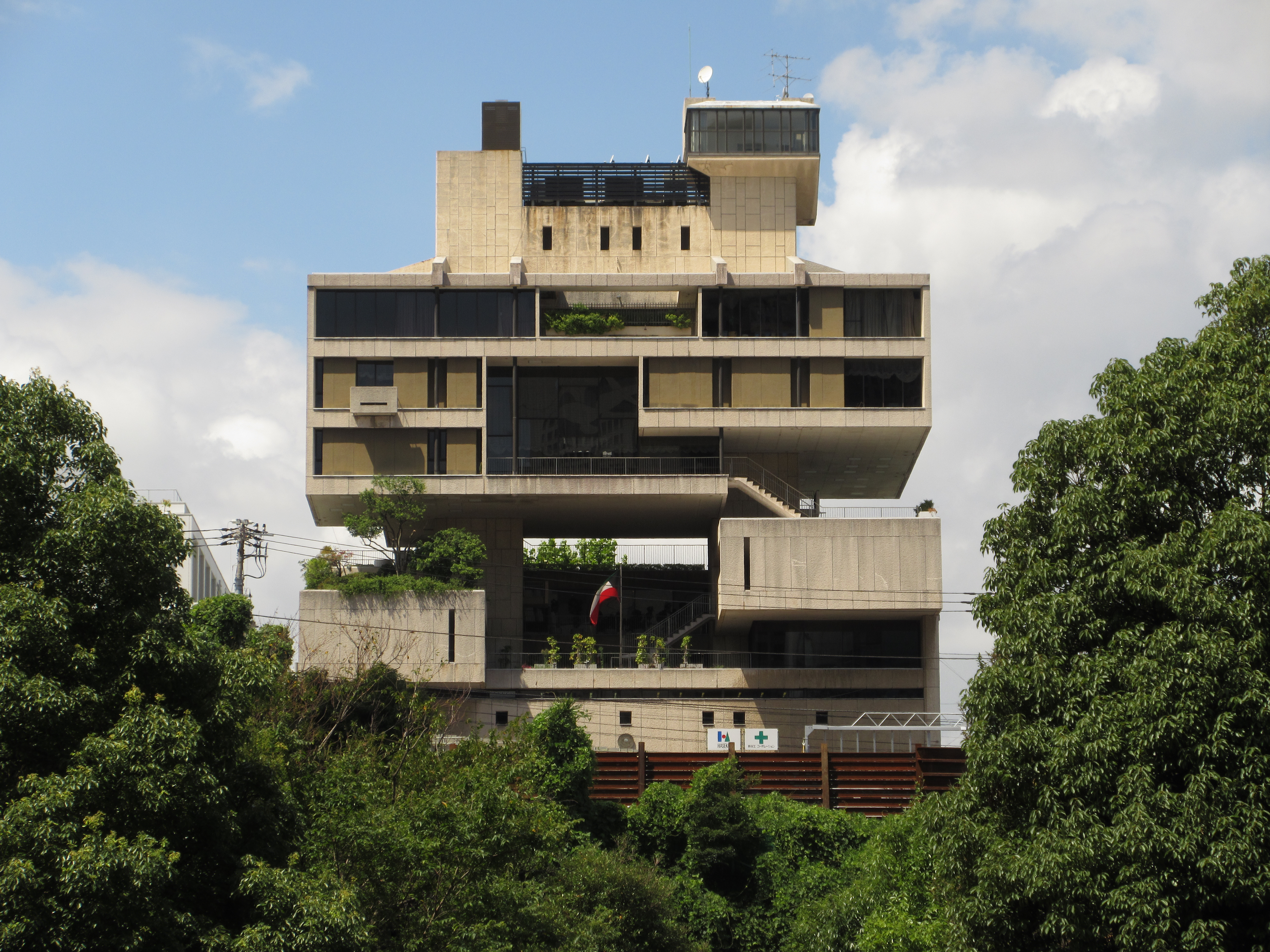
クウェート大使館
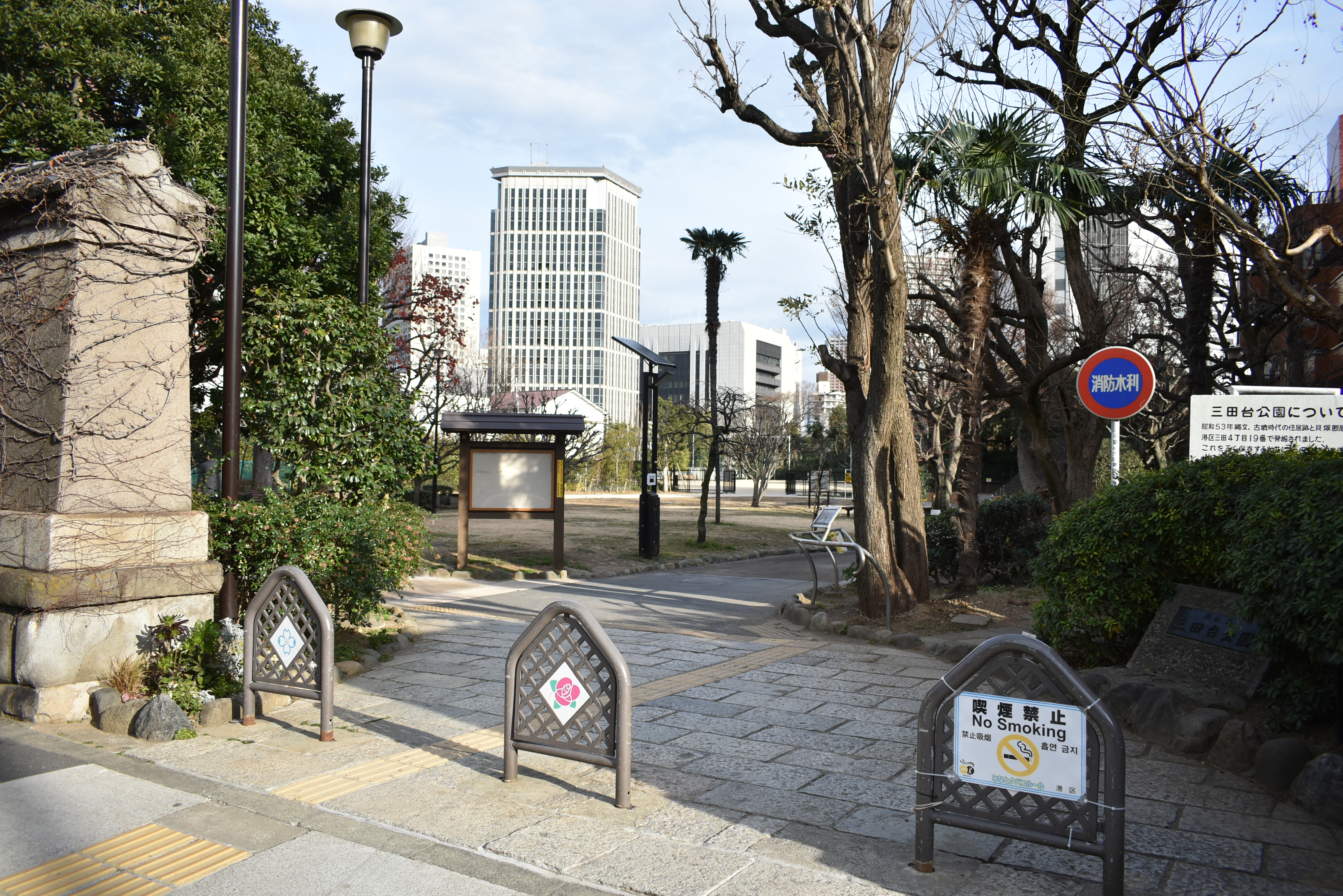
三田台公園（2019年1月25日撮影）

### 三田五丁目
- さわやか信用金庫本店営業部
- 豊岡町児童遊園
- 三田松坂児童遊園
- 龍源寺
- 大塚鉄工 - 1970年まで工場および本社が存在
- 図書印刷株式会社 - 1972年まで工場が存在
- 同潤会三田アパートメント - 1986年まで存在

## 出身者
- 石川桂郎 - 俳人・随筆家・小説家・編集者。
- 滝沢英輔 - 映画監督、脚本家。
- 鳥塚しげき - ミュージシャン。
- 二川文太郎 - 映画監督。
- 松山俊太郎 - インド学者。
- 南田洋子 - 女優。

## ギャラリー

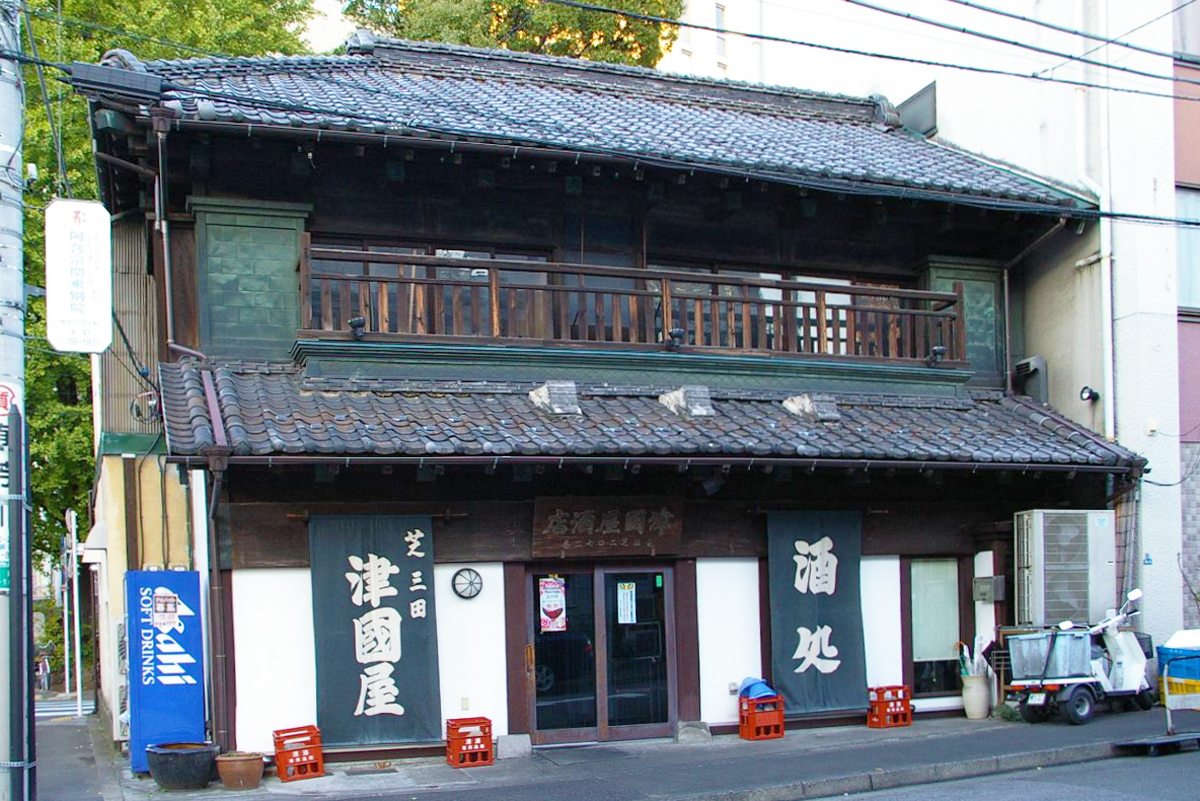
津國屋

## その他

### 日本郵便
- ビル除く全域の郵便番号は、108-0073[4]である。各ビルの郵便番号は以下の通りである[18]。なお、集配局はすべて高輪郵便局である。[19]。

| ビル名                       | 地上階    | 郵便番号           | 郵便番号       |
| ビル名                       | 地上階    | 階層ごと           | 地階・階層不明 |
| ---------------------------- | --------- | ------------------ | -------------- |
| 住友不動産三田ツインビル西館 | 1階〜30階 | 108-6301〜108-6330 | 108-6390       |

※各ビルの郵便番号は6・7ケタ目に地上階毎の郵便番号が割り振られています。（例：1階は「01」、10階は「10」）